# Oscar van Rappard
Oscar Emile van Rappard (Probolinggo, Índies Orientals Neerlandeses, 2 d'abril de 1896 - La Haia, 18 d'abril de 1962) fou un futbolista i atleta neerlandès que va competir a començaments del segle xx. Era germà de l'atleta Harry van Rappard.
El 1920 va prendre part en els Jocs Olímpics d'Anvers, on guanyà la medalla de bronze en la competició de futbol. En aquests mateixos Jocs disputà els 110 metres tanques del programa d'atletisme, en què fou eliminat en sèries. Quatre anys més tard, als Jocs de París disputà dues noves proves del programa d'atletisme, els 110 i 400 metres tanques, però en ambdues fou eliminat en sèries.
Pel que fa a clubs, defensà els colors de l'HBS Craeyenhout entre 1919 i 1921. Amb la selecció nacional jugà 4 partits, en què no marcà cap gol.